# Hedegaard A/S
Hedegaard A/S eller Hedegaard agro er en dansk engroshandelsvirksomhed med hovedsæde på havnen i Nørresundby og fire fabrikker og 10 afdelinger i hele Jylland. Virksomheden blev stiftet i 1894 af Peder Pedersen Hedegaard der startede en engroshandel med kolonialvarer, korn og foderstoffer. I 1916 blev virksomheden omdannet til et aktieselskab. Virksomheden er anno 2011 ejet af holdingselskabet Dan Agro Holding, der også ejer DAVA Foods. Hedegaard A/S havde i regnskabsåret 2009 en omsætning på 1,7 mia. kr. og et nettoresultat på 15 mio. kr. Det gennemsnitlige antal medarbejdere var 172 (2009).
Hedegaard aktiviteter var anno 2009 primært indenfor grovvare og omfatter: Foder- og rapsolieproduktion, handel med foderstoffer, korn, gødning, plantebeskyttelse og andre landbrugsartikler. Datterselskabet Trinol producerer og forhandler midler til bekæmpelse af skadedyr og desinfektion.
I 2020 overtog Danish Agro konkurrenten Hedegaard A/S igennem moderselskabet Dan Agro Holding A/S, som de selv havde været medejere af siden 2008, og i foråret 2023 blev det annonceret at Hedegaard fusioneres ind i Danish Agro koncernen, og ophører herefter med at eksistere som selvstændigt selskab.